# Aquaphobie
Aquaphobie oder Hydrophobie (von lateinisch aqua bzw. altgriechisch ὕδωρ hýdōr, deutsch ‚Wasser‘, und altgriechisch φόβος phóbos, deutsch ‚Furcht‘) bezeichnet die krankhaft übersteigerte Angst vor Wasser. Im psychiatrischen Setting wird heute überwiegend die Bezeichnung Aquaphobie gebraucht, da der Begriff Hydrophobie auch in der Chemie verwendet wird. Die im Rahmen einer Tollwuterkrankung häufig auftretende Angst vor Wasser, bei der es sich nicht um eine psychische Erkrankung handelt, wird überwiegend als Hydrophobie bezeichnet.
Aquaphobie kann verschieden stark ausgeprägt sein und sich auf eine Furcht vor tiefem Wasser beschränken (siehe Thalassophobie). Das Schwimmen wird unmöglich, selbst wenn dies früher einmal gelernt wurde. In noch schwerwiegenderen Fällen kann die Badewanne oder Dusche zu Hause nicht mehr benutzt werden.
Die Aquaphobie ist eine der häufig vorkommenden spezifischen (isolierten) Phobien. In einer Studie über die Prävalenz von Angststörungen in Island stellten die isländischen Ethnologen Lindal und Stefansson fest, dass isolierte Phobien mit einer Prävalenz von 8,8 Prozent bestanden und davon die Aquaphobie mit 20 Prozent (Mehrfachnennungen waren möglich) die achthäufigste Untergruppe darstellte und damit gut 1,8 Prozent der untersuchten isländischen Bevölkerung betraf.